# James Conroy
James „Jim“ Conroy (* 28. April 1943) ist ein ehemaliger irischer Bogenschütze.

## Karriere
James Conroy nahm an den Olympischen Spielen 1976 und Olympischen Spielen 1980 teil. 1976 belegte er im Einzelwettkampf den 29. und 1980 den 37. Platz.
Später war er im Feldbogen Teamchef der irischen Mannschaft; und Mitbesitzer der Firma carbofast Archery.